# Firth of Clyde
Firth of Clyde (gael. Linne Chluaidh) – zatoka Morza Szkockiego (Ocean Atlantycki), u zachodniego wybrzeża Szkocji (Wielka Brytania).
Zatoka wcina się 140 km w ląd. Wejście o szerokości 40 km, głębokość od 33 do 164 m. Do zatoki uchodzi rzeka Clyde. Firth of Clyde połączona jest kanałem śródlądowym (Forth and Clyde Canal) z zatoką Firth of Forth (Morze Północne). Główny port to Greenock.

## Miejscowości nad zatoką
- Ardrossan, Ayr
- Barassie(inne języki), Brodick
- Campbeltown, Cardross(inne języki), Carradale(inne języki)
- Dumbarton, Dunoon
- Fairlie(inne języki)
- Gourock, Greenock, Girvan
- Helensburgh, Hunters Quay(inne języki)
- Innellan(inne języki), Inverkip, Irvine
- Kilcreggan(inne języki), Kilmun(inne języki), Kirn(inne języki)
- Lamlash(inne języki), Largs, Lochranza(inne języki)
- Millport(inne języki)
- Port Bannatyne, Portencross(inne języki), Port Glasgow, Prestwick
- Rothesay
- Saltcoats, Seamill(inne języki), Skelmorlie(inne języki), Strone(inne języki)
- Toward(inne języki), Troon
- Wemyss Bay(inne języki), West Kilbride